# ویلما لاباته
ویلما لاباته (انگلیسی: Wilma Labate؛ زادهٔ ۴ دسامبر ۱۹۴۹) یک کارگردان، و فیلم‌نامه‌نویس اهل ایتالیا است. 